# Kazimierz Gołojuch

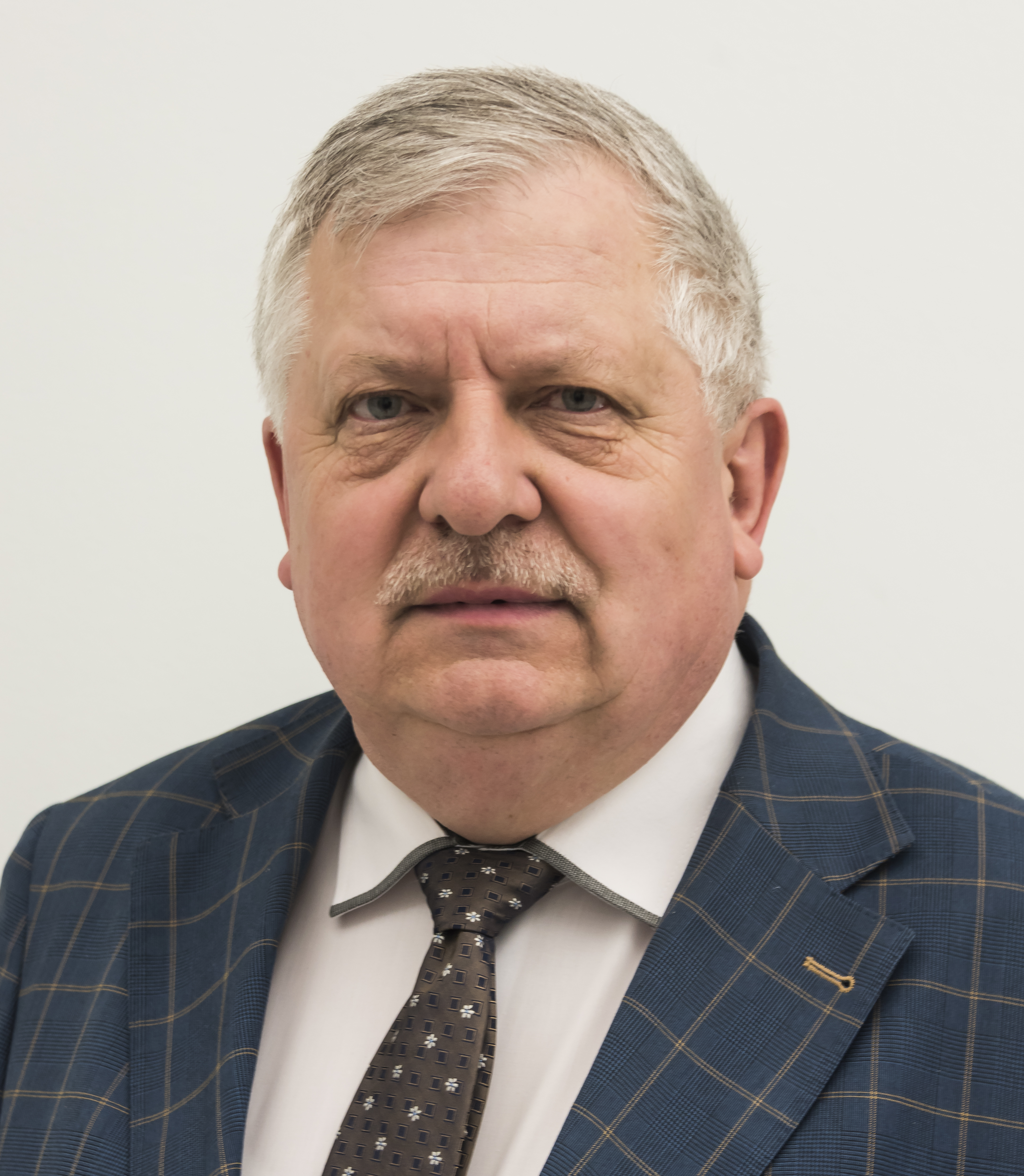
Kazimierz Gołojuch (2022)

Kazimierz Edward Gołojuch (* 5. Februar 1964 in Łańcut) ist ein polnischer Politiker (AWS, PiS). Seit 2005 ist er Abgeordneter des Sejm in der V., VI., VII., VIII., IX. und X. Wahlperiode.

## Leben und Beruf
Gołojuch schloss 1990 sein Studium der Landwirtschaftsmechanisierung an der Fakultät für Landwirtschaftliche Technik und Energetik der Landwirtschaftsakademie Krakau ab. 2002 folgte ein Aufbaustudium im Bereich Europastudien an der Universität Rzeszów. Er arbeitete in einer landwirtschaftlichen Produktionsgenossenschaft, einer Grundschule und einer Ziegelei.
Seit 2006 leitet er den Verein Katholischer Familien der Diözese Rzeszów. Er ist verheiratet.

## Politik
Von 1998 bis 2002 war Gołojuch Kreisrat des Powiat Łańcucki für die Akcja Wyborcza Solidarność. Zwischen 1998 und 2005 war er Wójt (Vogt) der Gemeinde Czarna. Zuletzt wurde er bei den Selbstverwaltungswahlen 2002 gewählt. Er kandidierte damals für das lokale Wahlkomitee „Wspólnota Gminy“.
Bei den Parlamentswahlen 2005 wurde er als Parteiloser für den Wahlkreis 23 Rzeszów über die Liste der Prawo i Sprawiedliwość (PiS) mit 8.245 Stimmen in den Sejm gewählt. 2006 trat er der PiS bei. Bei den Wahlen 2007 wurde er erneut für die PiS Sejm-Abgeordneter, diesmal mit 12.781 Stimmen. Bei der Europawahl 2009 kandidierte er erfolglos für die PiS. Hingegen wurde er 2011 und 2015 erneut in den Sejm gewählt. Nachdem er bei der Europawahl 2019 erneut kein Mandat errungen hatte, wurde er bei der Parlamentswahl desselben Jahres und auch 2023 wiederum in den Sejm gewählt.

## Ehrungen
- 2005 Bronzenes Verdienstkreuz der Republik Polen[10]